# Katamenes
Katamenes (лат.) — род одиночных ос (Eumeninae). Около 20 видов.

## Распространение
Палеарктика (около 15 видов) и Афротропика (3 вида). Для СССР указывалось 6 видов. В Европе около 5 видов. В России 5 видов.

## Описание
Среднего размера одиночные осы (около 2 см). Строят свободные крупные толстостенные ячейки, из мелких камешков, скрепленных земляной замазкой. Взрослые самки охотятся на личинок насекомых для откладывания в них яиц и в которых в будущим появится личинка осы. Провизия — гусеницы: Noctuidae, Pieridae, Lycaenidae, Pterophoridae.

## Классификация
Около 20 видов. Знаком РФ отмечены виды из фауны России.
- Katamenes algirus (Schulz, 1905)
- Katamenes arbustorum (Panzer, 1799) — РФ
  - Katamenes arbustorum arbustorum (Panzer, 1799)
  - Katamenes arbustorum burlini (Giordani Soika, 1949)
  - Katamenes arbustorum soikai Borsato, 1993
- Katamenes dimidiatus (Brullé, 1832) — РФ
- Katamenes dimidiativentris (Giordani Soika, 1941)
- Katamenes flavigularis (Bluethgen, 1951) — РФ
- Katamenes indetonsus (Moravitz, 1895)
- Katamenes jenjouristei (Kostylev, 1939)
- Katamenes kashmirensis (Giordani Soika, 1939)
- Katamenes libycus (Giordani Soika, 1941)
- Katamenes microcephalus (Saussure, 1852)
- Katamenes niger (Brullé, 1836)
- Katamenes priesneri (Giordani Soika, 1941)
- Katamenes radoszkovskii Blüthgen, 1962
- Katamenes rauensis Giordani Soika, 1958
- Katamenes sichelii (Saussure, 1852) — РФ
  - Katamenes sichelii hispanicus Giordani Soika, 1966
  - Katamenes sichelii sichelii (Saussure, 1852)
- Katamenes tauricus (de Saussure, 1855) — РФ
- Katamenes watsoni Meade-Waldo, 1910